# Бунайп
Бунайп или, както още го наричат „австралийския демон“ или „австралийския водния дух“, е същество от фолклора на аборигените. Те разказват за същество обитаващо езерата, долните течения на реките, билабонгите и блатата на австралийския континент. Според аборигените Бунайп е същество приличащо на куче, но с плавници.

## Сведения

### Първи сведения
Най-ранните писмени сведения за Бунайп датират от заселниците, които дошли с корабите си в Австралия. Те открили там много различна флора и фауна и релеф непознат дотогава. Заселниците разказват, че често са виждали „водния дух“ Бунайп в застоялите води на блатата и езерата.
Хамилтън е първият европеец, който вижда Бунайп или поне негови кости. Той прави откритието си през 1821 г. Според него те били странни и не принадлежели на никое познато животно. Костите били открити в блато намиращо се в Нов Южен Уелс. Той пише до философското дружество на Австралазия, че костите на животното са близки до тези на хипопотама, но имат доста различия.

### Наблюдения (1846 – 1895)
През 1946 в музея на Сидни бил изложен череп принадлежащ на Бунайп. На табелката с описанието имало и рисунка на Бунайп направена по черепа. Интересното е, че когато посетителите видели рисунката разпознавали съществото Бунайп. Дори местни аборигени разпознали Бунайп на изображението.
Друго наблюдение е описано от Уилям Бъкли в неговата биография 1852. Според неговото описание съществото е било голямо колкото теле с пера или някакви странни косми по гърба. В блатата на областта Грета, езерото Виктория били чувани странни викове, които според аборигените издавал самият „демон“ Бунайп.
По-късно Бунайп бил забелязван във всеки воден басейн в Австралия, като най-често в лагуните. Бунайп бил забелязан и в пещера в планината Гамбие.